# Santa Margherita di Belice
Santa Margherita di Belice is een gemeente in de Italiaanse provincie Agrigento (regio Sicilië) en telt 6647 inwoners (31-12-2004). De oppervlakte bedraagt 67,0 km², de bevolkingsdichtheid is 99 inwoners per km².

## Externe link

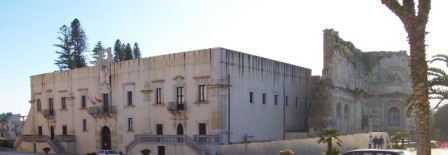
Kerk

## Demografie
Santa Margherita di Belice telt ongeveer 2541 huishoudens. Het aantal inwoners daalde in de periode 1991-2001 met 3,2% volgens cijfers uit de tienjaarlijkse volkstellingen van ISTAT.
| Jaar | Inwoneraantal |
| ---- | ------------- |
| 1991 | 6784          |
| 2001 | 6564          |

## Geografie
De gemeente ligt op ongeveer 400 m boven zeeniveau.
Santa Margherita di Belice grenst aan de volgende gemeenten: Contessa Entellina (PA), Menfi, Montevago, Salaparuta (TP), Sambuca di Sicilia.